# The Zoot Cat
«Стильный котик» (англ. The Zoot Cat) — тринадцатый эпизод из знаменитой серии короткометражек «Том и Джерри». Название серии пародирует словосочетание «Zoot Suit» (костюм фасона «зут»). Серия была выпущена 26 февраля 1944 года.

## Сюжет
Камера показывает нам валентинку:
Дорогая Тутс,
Розы красные, 
Фиалки голубые,
Мыши вкусные,
Но ты, малышка - великолепна.
Твой поклонник.
К валентинке привязана лента, а на ленту привязан Джерри, лежащий в коробке с подарком. Том готовится к свиданию: завивает усы, намазывается топлёным жиром (вместо геля для волос). Том прыскается одеколоном и даже прыскает им подмышки Джерри, после чего закрывает коробку с мышонком. Том гордо идет на свидание.
Том стучит в дверь и звонит в звонок, кричит: «Эй, Тутс!», кладёт на коврик коробку с Джерри и прячется за колонной. Тутс удивленно выходит на порог и открывает коробку. Джерри говорит: «Как дела, крошка?» Том свистит, выскакивает из-за колонны и играет мелодию на укулеле (гавайской гитаре). После этого Том растягивает йо-йо, резинка которого образует слова «Привет, малышка!», танцует и кладёт букет цветов. Весь стиль и манеры Тома (закрученные усы, топлёный жир на волосах, дешёвый одеколон, валентинка, укулеле, йо-йо, деревенские танцы) — это образ «простого парня из глубинки». На последнем шаге танца Том наступает на шаткую доску и получает ею по лицу. Тутс сыта по горло этим зрелищем и говорит (Джерри кивает головой, соглашаясь со всем, что она говорит):
Боже, какая банальность! 
Ты похож на клоуна, а какое безвкусие!
Ты приятен, как сломанная рука!
Ты — зануда, заросшая деревенщина!
Короче говоря, ты меня не впечатляешь.
Поэтому слиняй, паренёк!
Исчезни, и вот твоя крыса, котяра!
Тутс бросает коробку с Джерри. Джерри выскакивает из коробки и ставит туда незрелый початок кукурузы, чтобы ещё пуще унизить Тома-«деревенщину». Начинается погоня, которая заканчивается тем, что Том врезается в перила террасы дома. Том слышит голос, который говорит: «Боже, какая банальность! Сколько раз тебе говорили это?». Том глядит в окно и видит Тутс, сидящую на кресле и красящую ногти. Она слушает радио, которое продолжает говорить:
Сколько девушек говорили: 
 Нет, Гораций, я могу быть тебе лишь сестрой! 
 Не теряй надежды, дружок. Всё в твоих руках! 
 Подними голову и скажи: новый костюм! 
 Появись перед ней в костюме и её сердце растает. 
 Надень пиджак и ты не услышишь от неё, что у тебя узкие плечи. 
 Костюм специально для тебя. Надень его и тебя ждёт победа. 
 Смелей! Вперёд! Примерь свой новый костюм!
Тому нравится эта идея. Он берет ножницы, абажур и оранжево-зелёный гамак и кроит себе из гамака костюм «зут», а из абажура изготавливает моднейшую широкополую шляпу. Через некоторое время в дверь Тутс раздаётся стук. Тутс открывает дверь, видит Тома в костюме «зут» и восхищённо говорит: «Джексон!» (что-то вроде «обалденный!»), на что Том отвечает: «Как жизнь, крошка?». Джерри, наблюдающий со стороны, не может поверить в то, что происходит (от шока у него округлились глаза). Том, рисуясь, зажигает сигару, и Тутс говорит: «Теперь ты настоящий модник! Идеальный поклонник!». Том показывает свой костюм, размеры, ширину костюма. В плечи пиджака, чтобы они оставались прямыми, он вставил вешалку-плечики. На жилетке у него вместо карманных часов пробка от ванны с цепочкой. Тутс восхищена и продолжает говорить: «Теперь твой воротничок подстать мне! Теперь другое дело, красавчик!». Она приглашает Тома в дом: «Давай свою руку, мой друг!». Том заходит в дом и отвечает: «Ну что же, всё в порядке, всё готово! Начнём?». Тутс говорит: «А теперь давай потанцуем. Ты согласен? Пойдём танцевать, милый. Вперёд!», и они начинают танцевать джайв.
Джерри просит у кота разрешения потанцевать с Тутс, на что Том соглашается, не разобравшись поначалу в ситуации. Тутс танцует с мышонком с той же охотой, с какой танцевала с котом. Вскоре Том понимает, что его одурачили, и начинает погоню за Джерри. Джерри прижигает нос Тома сигаретой. Том с криком подскакивает до потолка, приземляется рядом с Тутс и продолжает с ней танцевать, как ни в чём не бывало. Джерри подставляет банановую кожуру под ногу Тома. Том поскальзывается, взлетает и приземляется на пианино.
Том начинает играть партию для Тутс, которая лежит на пианино. Том говорит романтическим голосом: «Я люблю тебя… Когда я с тобой, я профи... я профи в джайве! Я в своей стихии, крошка». Тутс влюбляется в Тома по уши и говорит: «Теперь ты такой романтичный, Джексон.». Том подмигивает зрителям и говорит голосом популярного в то время мелодраматического актёра Шарля Буайе: «Ты зажгла огонь в моём сердце.» — Джерри тем временем сует спички между пальцев ног кота и поджигает их — «Не маленькую искру, а пламя. Большое, шумное пламя. Я его ощущаю. Оно горит, горит, горит...». Том делает паузу, нюхает воздух и говорит голосом комика Граучо Маркса: «Погодите! Действительно что-то горит! (в некоторых озвучках изменено на "Слушай, здесь кажется что-то горит!")». Том понимает, что его ногу подожгли, и вскакивает с криком. Том начинает погоню за Джерри и в итоге намачивает костюм. Костюм кошмарно садится, болезненно стискивает тело кота, а потом с него соскакивает — сперва пиджак, потом штаны (остались лишь вешалка для одежды и веревка, которой вешалка была привязана к спине, чтобы не разоблачить стилягу). Костюм падает на Джерри, и тот в него облачается — теперь костюм и шляпа стали как раз «мышиного» размера. Гордый мышонок-стиляга уходит за штору.

## Интересные факты
- Мультфильм часто ошибочно называют «The Zoot Suit».
- Это — один из редких случаев, когда Том и Джерри говорят.
- Цвет передних лапок Тутс меняется на протяжении всего эпизода с коричневого на белый, с белого на коричневый.
- Фраза Тома «What’s jumpin' chick?» («Что такое, крошка?») является пародией на фразу знаменитого кролика Багза Банни «What’s up Doc?» («В чём дело, Док?»)
- Том снова произнесёт своё «пылкое изъяснение» в эпизоде «Solid Serenade».
- В 1951 году начальную заставку заменили на новую. Оригинал отображал своими красками стиль костюма «зут».
- В новой заставке этого эпизода имя Уильяма Ханны указано как «Билл».